# L'Orignal (1750)
Lo Orignal fu un vascello di linea francese da 62 cannoni che andò perduto per incaglio subito dopo il varo. Era una delle rare grandi navi da guerra francesi costruite in Canada. Originariamente costruita come una nave da 62 cannoni, avrebbe dovuto essere potenziata a 72 cannoni. Costruita con legname di scarsa qualità, si spezzò in due metà e affondò al momento del varo

## Storia
La costruzione del vascello da 62 cannoni Orignal avvenne presso il cantiere navale di Québec, nella Nuova Francia, sotto la supervisione di René Nicolas Levasseur e l'unità fu impostata nell'ottobre 1748, subito dopo la fine della guerra di successione austriaca.  Prese il suo nome da un grande cervo nordamericano. La sua planimetria è simile a quella del Saint-Laurent, costruito nello stesso periodo in Québec.
La nave era armata con 62 cannoni, 24 da 24 libbre sulla batteria inferiore, 26 da 12 libbre sulla seconda batteria e 12 da 6 libbre sul castello di prua. Il rapporto abituale su tutti i tipi di navi da guerra nel XVIII secolo era in media di 10 uomini per cannone, indipendentemente dalla funzione di ciascuna persona a bordo. Questa forza lavoro regolamentare poteva tuttavia variare notevolmente in caso di epidemia, perdite in combattimento, diserzione o mancanza di marinai all'imbarco.
L'Orignal  fu varato sul fiume San Lorenzo il 2 settembre 1750, ma sfuggì alle barche incaricate di fermarlo una volta in acqua. Il vascello si incagliò e fu  considerato non recuperabile perché troppo danneggiato. Il rapporto redatto all'epoca afferma che si incagliò subito dopo il varo e si ruppe alla successiva bassa marea. [Lui] fu smantellato sul posto.

### Annotazioni
1. ↑  Ingegnere del re che, dal 1740 al 1750, riuscì a creare in Canada una intera squadra navale,compreso lo Orignal, che rimase l'unico vascello da 62 cannoni costruito in Québec.

### Fonti
1. 1 2  Aghqc.
2. 1 2 3  Three Decks.
3. 1 2  Lessard 2014, p. 64.
4. 1 2 3  Roche 2005, p. 336.
5. 1 2  Eccles 1972, p. 123.
6. ↑  Acerra, Zysberg 1997, p. 220.
7. ↑  Vergé-Franceschi 2002, p. 105.